# Seiren
Seiren (セイレン?) è una serie televisiva anime ideata da Kisai Takayama e diretta da Tomoki Kobayashi presso Studio Gokumi e AXsiZ, trasmessa in Giappone dal 5 gennaio al 23 marzo 2017. In Italia i diritti della serie sono stati acquistati da Dynit per la piattaforma digitale VVVVID.

## Personaggi

Da sinistra: Hikari, Kyoko, Miu, Makoto, Ruise e Toru

Shōichi Kamita (嘉味田 正一?, Kamita Shōichi)
Doppiato da: Atsushi Tamaru
Hikari Tsuneki (常木 耀?, Tsuneki Hikari)
Doppiata da: Ayane Sakura
Kyoko Tono (桃乃 今日子?, Tono Kyoko)
Doppiata da: Juri Kimura
Toru Miyamae (宮前 透?, Miyamae Toru)
Doppiata da: Shino Shimoji
Miu Hiyama (桧山 水羽?, Hiyama Miu)
Doppiata da: Shiori Izawa
Makoto Kamizaki (桧山水羽?, Kamizaki Makoto)
Doppiata da: Shiori Mikami
Ruise Sanjō (三条るいせ?, Sanjō Ruise)
Doppiata da: Honoka Kuroki
Tomoe Kamita (嘉味田十萌?, Kamita Tomoe)
Doppiata da: Manami Numakura
Ikuo Nanasaki (七咲郁夫?, Nanasaki Ikuo)
Doppiata da: Ryōta Asari
Tatsuya Araki (荒木達也?, Araki Tatsuya)
Doppiato da: Takuya Eguchi
Masami Onigata (鬼型雅美?, Onigata Masami)
Doppiata da: Yukari Tamura
Nao Tokioka (時岡奈緒?, Tokioka Nao)
Doppiata da: Hitomi Harada

## Produzione
Annunciata il 12 agosto 2016 da TBS, la serie televisiva anime, scritta sotto la supervisione dell'ideatore Kisai Takayama e coprodotta da Studio Gokumi e AXsiZ per la regia di Tomoki Kobayashi, è andata in onda dal 5 gennaio al 23 marzo 2017. La sigla di apertura è Kimi no hana (キミの花?) di Hanako Oku, mentre quelle di chiusura sono Shunkan Happening (瞬間 Happening?) di Ayane Sakura, più altre due di Shino Shimoji e Juri Kimura. In Italia gli episodi sono stati trasmessi in streaming in simulcast da Dynit su VVVVID, mentre in altre parti del mondo i diritti sono stati acquistati da Crunchyroll.

### Episodi
| Nº | Titolo italiano Giapponese 「Kanji」 - Rōmaji      | In onda          | In onda |
| Nº | Titolo italiano Giapponese 「Kanji」 - Rōmaji      | Giapponese       |         |
| 1  | Decisione 「ケツダン」 - Ketsudan                  | 5 gennaio 2017   |         |
| 2  | Tra i monti 「ヤマオク」 - Yamaoku                 | 12 gennaio 2017  |         |
| 3  | Il bagno dei maschi 「オトコユ」 - Otokoyu         | 19 gennaio 2017  |         |
| 4  | Cielo stellato 「ホシゾラ」 - Hoshizora            | 26 gennaio 2017  |         |
| 5  | Scambio 「コウカン」 - Kōkan                       | 2 febbraio 2017  |         |
| 6  | Sfida 「タイセン」 - Taisen                        | 9 febbraio 2017  |         |
| 7  | Complesso del fratello 「ブラコン」 - Burakon      | 16 febbraio 2017 |         |
| 8  | Soffice soffice 「モフモフ」 - Mofumofu            | 23 febbraio 2017 |         |
| 9  | Club di economia domestica 「カテイブ」 - Katei-bu | 2 marzo 2017     |         |
| 10 | Di seconda mano 「オサガリ」 - Osagari             | 9 marzo 2017     |         |
| 11 | Risveglio 「カクセイ」 - Kakusei                   | 16 marzo 2017    |         |
| 12 | Primo amore 「ハツコイ」 - Hatsukoi                | 23 marzo 2017    |         |